# Kurt Mederacke
Kurt Mederacke (* 23. September 1910 in Leipzig; † 3. Februar 1983 in Braunlage) war ein deutscher Fagottist und Komponist.
Er erhielt seine Ausbildung von 1927 bis 1935 am Landeskonservatorium der Musik zu Leipzig. Er studierte anfangs Violine bei Charles Münch, später im Hauptfach Fagott bei Carl Schaefer. 1933 sind erste Kompositionen von ihm belegt. 1942 wird Mederacke im Tonkünstlerverzeichnis als 3./1. Fagottist in Chemnitz aufgeführt.
Nach 1945 hatte Mederacke eine Anstellung im Staatsorchester Braunschweig als Solofagottist. Diese Position hatte er bis zu seiner Pensionierung 1975 inne. Seine letzten Lebensjahre verbrachte er in Braunlage [Harz], wo er auch verstarb. Sein kompositorisches Werk ist weitgehend unerschlossen. Allein sein Bläserquintett "Böhmische Suite" op. 43, welches 1948 erstmals im Druck erschien, wird häufig gespielt und ist allgemein bekannt.

## Werke
- Neu-Deutschland-Marsch (1933)
- Am Meer op. 4 für Klavier oder Salonorchester
- Divertimento op. 36 für Bläserquintett
- Böhmische Suite op. 43 für Bläserquintett
- Serenade op. 56 für Bläserquintett
- Spanische Suite op. 71
- Edition von Orchesterstudien für Fagott
- Kammermusikbearbeitungen